# Tabuleiro do Norte
Tabuleiro do Norte este un oraș în statul Ceará (CE) din Brazilia.